# اريك كامبل
اريك كامبل (بالإنجليزية: Eric Campbell)‏ (و. 1879 – 1917 م) هو ممثل، وممثل مسرحي، من المملكة المتحدة، توفي في هوليوود، كاليفورنيا، عن عمر يناهز 38 عاماً.

## وصلات خارجية
- اريك كامبل على موقع IMDb (الإنجليزية)
- اريك كامبل على موقع أول موفي (الإنجليزية)
- اريك كامبل على موقع قاعدة بيانات الأفلام السويدية (السويدية)
- اريك كامبل على موقع قاعدة بيانات الفيلم (الإنجليزية)